# Forme prénexe
Une formule de la logique du premier ordre est en forme prénexe si tous ses quantificateurs ({\displaystyle \forall } et {\displaystyle \exists }) apparaissent à gauche dans cette formule. C’est-à-dire, G est en forme prénexe si et seulement si {\displaystyle G=Q_{1}x_{1}Q_{2}x_{2}...Q_{n}x_{n}G^{\prime }} avec {\displaystyle Q_{i}\in \{\forall ,\exists \}} et {\displaystyle G^{\prime }} une formule sans quantificateurs.
Toutes les formules du premier ordre sont logiquement équivalentes à une formule en forme prénexe.
La complexité d'une formule de logique mise en forme prénexe se mesure à son premier quantificateur et au nombre d'alternance de blocs de quantificateurs universels ou existentiels qui le suivent et précèdent la formule sans quantificateur.

## Règles de transformations
Pour mettre une formule logique en forme prénexe, on peut utiliser les règles de transformation suivantes {\displaystyle Gauche\Rightarrow Droite} entre formules équivalentes :
| #  | Forme initiale                            | Forme prénexe                             |
| -- | ----------------------------------------- | ----------------------------------------- |
| 1  | {\displaystyle \lnot \forall xF}          | {\displaystyle \exists x\lnot F}          |
| 2  | {\displaystyle (\forall xF)\land G}       | {\displaystyle \forall x(F\land G)}       |
| 3  | {\displaystyle (\forall xF)\lor G}        | {\displaystyle \forall x(F\lor G)}        |
| 4  | {\displaystyle (\forall xF)\rightarrow G} | {\displaystyle \exists x(F\rightarrow G)} |
| 5  | {\displaystyle G\land (\forall xF)}       | {\displaystyle \forall x(G\land F)}       |
| 6  | {\displaystyle G\lor (\forall xF)}        | {\displaystyle \forall x(G\lor F)}        |
| 7  | {\displaystyle G\rightarrow (\forall xF)} | {\displaystyle \forall x(G\rightarrow F)} |
| 8  | {\displaystyle \lnot \exists xF}          | {\displaystyle \forall x\lnot F}          |
| 9  | {\displaystyle (\exists xF)\land G}       | {\displaystyle \exists x(F\land G)}       |
| 10 | {\displaystyle (\exists xF)\lor G}        | {\displaystyle \exists x(F\lor G)}        |
| 11 | {\displaystyle (\exists xF)\rightarrow G} | {\displaystyle \forall x(F\rightarrow G)} |
| 12 | {\displaystyle G\land (\exists xF)}       | {\displaystyle \exists x(G\land F)}       |
| 13 | {\displaystyle G\lor (\exists xF)}        | {\displaystyle \exists x(G\lor F)}        |
| 14 | {\displaystyle G\rightarrow (\exists xF)} | {\displaystyle \exists x(G\rightarrow F)} |

La variable x ne doit avoir aucune occurrence libre dans G (voir Calcul des prédicats).
Sinon renommer au préalable x par une variable nouvelle n'apparaissant pas librement dans les formules F et G.

## Remarques
Il n'y a pas de règles simples de transformation pour une formule comportant le connecteur {\displaystyle \leftrightarrow } mais ces règles suffisent car {\displaystyle \{\lnot ,\land ,\lor ,\rightarrow \}} est un système complet de connecteurs. Pour transformer une formule, on peut donc appliquer cette démarche :
1. Supprimer les équivalences, en les remplaçant par des implications ;
2. Transporter les négations devant les formules atomiques ;
3. Transporter les quantificateurs en tête de la formule, en renommant les variables si nécessaire.